# La Diagonela

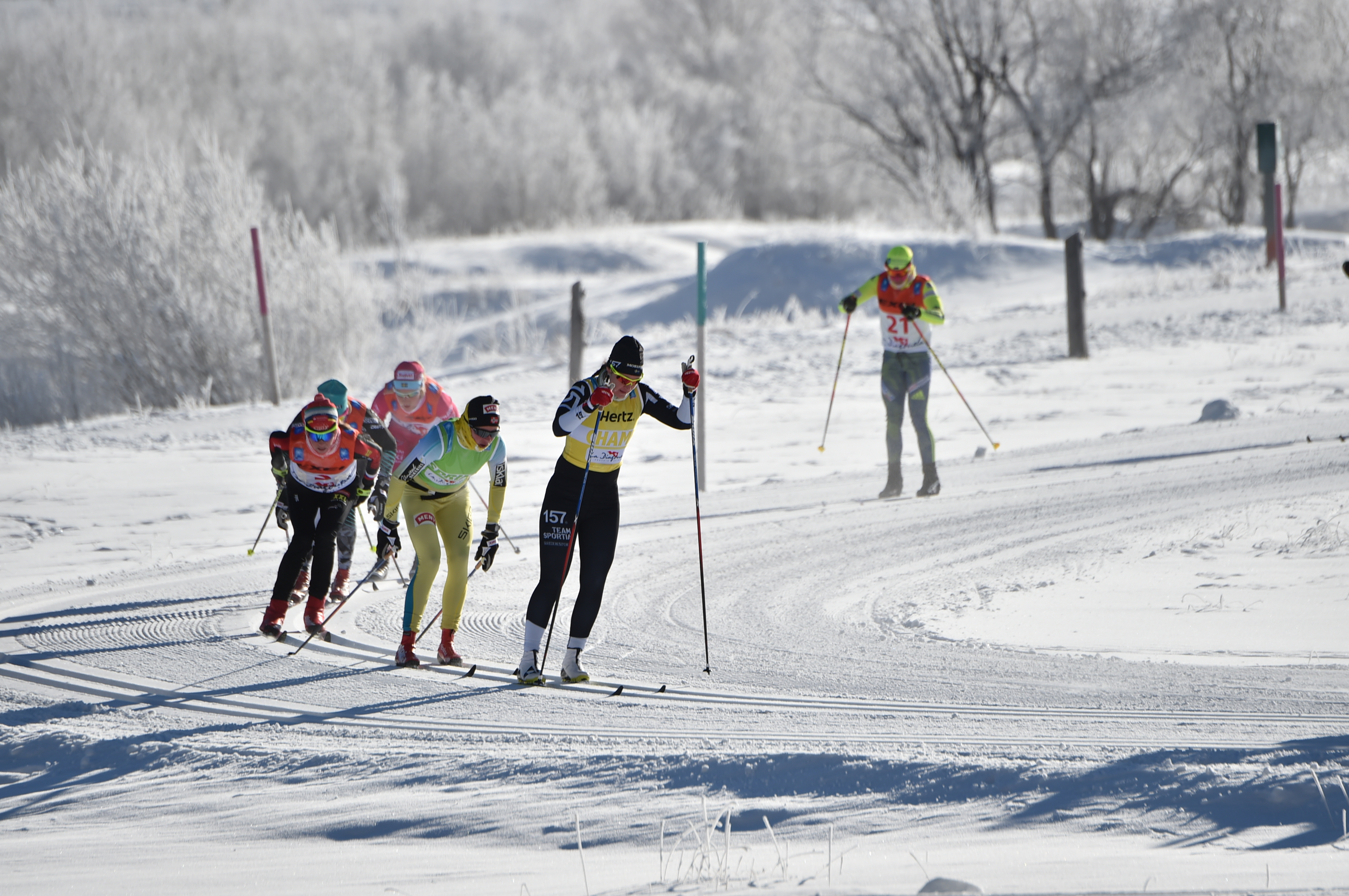
Coureurs de ski de fond classique lors de l’édition 2017 de la Diagonela

La Diagonela est une course de ski de fond longue distance, disputée chaque année en Suisse, dans la vallée de la Haute-Engadine.
Le départ et l'arrivée ont lieu à Zuoz, la course passant à Saint-Moritz. La distance normale est 65 kilomètres, mais a varié avec les différentes conditions climatiques. Elle se court en style classique, ce qui a donné le nom à cette course (Diagonal en allemand).

## Histoire
L'origine de la course remonte à 2014, lorsque la course Jizerská padesátka en République tchèque est annulée en raison du manque de neige. La Diagonela est rapidement organisée pour marquer le début de la série de courses marathon Ski Classics cet hiver le 12 janvier. En 2015, la deuxième édition est de nouveau raccourcie à cause de faibles chutes de neige, malgré la haute altitude (environ 1 700 mètres).

## Palmarès
| Année | Hommes              | Femmes                   |
| ----- | ------------------- | ------------------------ |
| 2014  | Rikard Tynell       | Seraina Boner            |
| 2015  | Øystein Pettersen   | Masako Ishida            |
| 2016  | Petter Eliassen     | Britta Johansson Norgren |
| 2017  | Ilia Chernousov     | Kateřina Smutná          |
| 2018  | Tord Asle Gjerdalen | Britta Johansson Norgren |
| 2019  | Andreas Nygaard     | Kateřina Smutná          |
| 2020  | Chris Jespersen     | Astrid Øyre Slind        |
| 2021  | Oskar Kardin        | Jenny Larsson            |
| 2022  | Kasper Stadaas      | Ida Dahl                 |
| 2023  | Emil Persson        | Astrid Øyre Slind        |
| 2024  | Kasper Stadaas      | Magni Smedås             |
| 2025  | Amund Riege         | Silje Øyre Slind         |